# Luca Santolini
Luca Santolini, né le 22 février 1985 à Borgo Maggiore, est un homme politique saint-marinais. Il est capitaine-régent de Saint-Marin avec Mirco Tomassoni du 1er octobre 2018 au 1er avril 2019.

## Biographie
Diplômé en relations internationales de l'université de Bologne et en journalisme de l'université d'Urbino, Luca Santolini travaille dans le monde des médias.
Élu au Grand Conseil général lors des élections de 2012, il est membre du Mouvement civique 10 dont il est responsable de la communication depuis 2015. Le 17 septembre 2018, il est élu capitaine-régent avec Mirco Tomassoni. Les deux hommes entrent en fonction le 1er octobre suivant pour un semestre.